# ASG Vorwärts Cottbus
ASG Vorwärts Cottbus was een Oost-Duitse legervoetbalclub uit Cottbus, Brandenburg. De club speelde van 1960 tot 1974 in de DDR-Liga.

## Geschiedenis
De club werd in 1955 opgericht en was de opvolger van ASG Vorwärts Leipzig. De club speelde eerst onder de benaming SC Vorwärts der Luftstreitkräfte. Al in het aanvangsjaar dwong de club promotie af naar de II. DDR-Liga. Na vijf seizoenen promoveerde de club verder door naar de DDR-Liga. In 1962/63 werd de club tweede achter BSG Lok Stendal en miste zo net de promotie naar de DDR-Oberliga.
Na veertien jaar tweede klasse degradeerde de club in 1973/74 samen met BSG Motor Eberswalde en BSG Einheit Pankow naar de Bezirksliga. De Armeesportvereinigung Vorwärts besloot nu om het team helemaal op te doeken en te verhuizen naar het Saksische Kamenz. ASG Vorwärts Kamenz werd geïntegreerd in de Bezirksliga Dresden.